# Contempt
Contempt – słowacki zespół muzyczny, grający death metal. Powstał w roku 1990, początkowo nosił nazwę Desecrator. Obecnie nagrywa w polskiej wytwórni Empire Records.

## Dyskografia
- Coroner (Demo, 1990)
- Cruel Mercy (Demo, 1993)
- Fanaticism (Demo, 1993)
- Paradise Garden? (Demo, 1995)
- EYES (Demo, 1997)
- The Secret Around Us (Full album, 2002)
- When Angels Begin To Cry (Full album, 2003)[2][3]